# Beybienkia songorica
Beybienkia songorica är en insektsart som beskrevs av Tsyplenkov 1956. Beybienkia songorica ingår i släktet Beybienkia och familjen Pamphagidae. Inga underarter finns listade i Catalogue of Life.